# Eupetersia bequaerti
Eupetersia bequaerti är en biart som först beskrevs av Meyer 1926.  Eupetersia bequaerti ingår i släktet Eupetersia och familjen vägbin. Inga underarter finns listade i Catalogue of Life.